# Henri Sanfourche
Henri Sanfourche (Sarlat-la-Canéda, Dordogne, 24 de março de 1775 - Sarlat-la-Canéda, 10 de abril de 1841), foi coronel da Revolução e do Império.
Tornou-se coronel em 1829 do regimento de infantaria de linha 27.
Comandante da Legião de Honra e Cavaleiro da Ordem de São Luís. Acrescenta 24 campanhas militares da Campanha Prussiana e Polaca à Campanha de Napoleão I em Espanha, incluindo a invasão napoleónica da Campanha Russa e a sua última Campanha Francesa (1814), que é a última fase da sexta coligação. Descansa perto da pirâmide de François Fournier-Sarlovèze, em Sarlat.